# Рудка (притока Давидівки)
Рудка — річка в Україні у Стрийському районі Львівської області. Права притока річки Давидівки (басейн Дністра).

## Опис
Довжина річки приблизно 7,20 км, найкоротша відстань між витоком і гирлом — 6,30  км, коефіцієнт звивистості річки — 1,14 . Формується багатьма безіменними струмками та загатами.

## Розташування
Бере початок на північно-західних схилах гори безіменної (338,3 м). Тече переважно на південний схід через села Рудківці та Городище і впадає у річку Давидівку, праву притоку річки Лугу.

## Цікаві факти
- У вехів'я річки існує природне джерело та декілька газових свердловин[1].